# Massimino
Pour l’article homonyme, voir Michael J. Massimino.
Massimino est une commune italienne de la province de Savone, dans la région Ligurie.

## Administration
| Période                                  | Période | Identité | Étiquette | Qualité |
| ---------------------------------------- | ------- | -------- | --------- | ------- |
|                                          |         |          |           |         |
| Les données manquantes sont à compléter. |         |          |           |         |

### Hameaux
San Vincenzo, San Pietro, Selagni, Cerri, Costa, Villa Muraglia.

### Communes limitrophes
Bagnasco, Calizzano, Murialdo, Perlo.